# Methylnitrit
Methylnitrit là một hợp chất hữu cơ có công thức cấu tạo là {\displaystyle H_{3}C-O-N=O}. Nó là một chất khí, là một ankyl nitrit đơn giản nhất, và là đồng phân của nitromethan.